# Sokołówek (gromada)
Sokołówek – dawna gromada, czyli najmniejsza jednostka podziału terytorialnego Polskiej Rzeczypospolitej Ludowej w latach 1954–1972.
Gromady, z gromadzkimi radami narodowymi (GRN) jako organami władzy najniższego stopnia na wsi, funkcjonowały od reformy reorganizującej administrację wiejską przeprowadzonej jesienią 1954 do momentu ich zniesienia z dniem 1 stycznia 1973, tym samym wypierając organizację gminną w latach 1954–1972.
Gromadę Sokołówek z siedzibą GRN w Sokołówku (obecnie jest to część wsi Sokołowo) utworzono – jako jedną z 8759 gromad na obszarze Polski – w powiecie kolskim w woj. poznańskim, na mocy uchwały nr 24/54 WRN w Poznaniu z dnia 5 października 1954. W skład jednostki weszły obszary dotychczasowych gromad Grochowiska, Józefowo, Naczachowo, Skarbanowo, Sokołowo i Szczkówek ze zniesionej gminy Izbica Kujawska w tymże powiecie. Dla gromady ustalono 16 członków gromadzkiej rady narodowej. W skład gromady wszedł także PGR Chotel.
29 lutego 1956 do gromady Sokołówek włączono miejscowość Kolonia Komorowska z gromady Wólka Komorowska w tymże powiecie.
Gromadę zniesiono 1 stycznia 1960, a jej obszar włączono do gromady Izbica Kujawska w tymże powiecie.